# Supercopa de la CAF 2008
La Supercopa de África es una copa disputada por el ganador de la Liga de Campeones de la CAF, y el ganador de la Copa Confederación de la CAF.
La edición 2008 la jugaron:
- Étoile Sportive du Sahel de Túnez: campeón de la Liga de Campeones de la CAF.
- Club Sportif Sfaxien de Túnez: campeón de la Copa Confederación de la CAF.

## Final
| Fecha                 | Lugar        |                          |                  | Resultado |                  |               |
| --------------------- | ------------ | ------------------------ | ---------------- | --------- | ---------------- | ------------- |
| 23 de febrero de 2008 | Tunis, Túnez | Étoile Sportive du Sahel | Bandera de Túnez | 2:1 (1:1) | Bandera de Túnez | C. S. Sfaxien |

Campeón
Étoile du Sahel
2° título
- Datos: Q4610658